# Travellers Rest Lagoon
Die Travellers Rest Lagoon ist ein See im Westen des australischen Bundesstaates Tasmanien.
Der Travellers Rest River durchfließt den See, der östlich des Lake St. Clair und südlich des Travellers Rest Lake in der äußersten Südspitze des Walls-of-Jerusalem-Nationalparks liegt.